# Shungiku Nakamura
Shungiku Nakamura (中 村 春菊?, Nakamura Shungiku; Osaka, 13 dicembre 1980) è una fumettista e illustratrice giapponese.
Celebre per aver creato Junjo romantica, lo stile distinto di manga di Shungiku Nakamura è stato identificato in gran parte nelle fanbase yaoi giapponesi e inglesi, e le sue opere di solito includono grandi lacune di età tra il seme e l'Uke e personaggi con carriere nel settore editoriale (come raffigurato in Junjō romantica e Sekai-ichi Hatsukoi). Ha spesso collaborato con Fujisaki Miyako, autore dei romanzi Yoshino Chiaki no baai in Sekai-ichi.

## Opere
- Touzandou tentsui ibun (1998–1999)
- Tsuki wa yamiyo ni kakuru ga gotoku (1999)
- Junjo romantica (2002–in corso)
- Hybrid Child (2003–2004)
- √W.P.B. (2004)
- Sekai-ichi Hatsukoi (2006–in corso)
- Junjou Mistake (2008)